# Pachyurus
Pachyurus es un género de peces de agua dulce de la familia Sciaenidae en el orden de los Perciformes. Las especies que lo integran son denominadas popularmente corvinas de río. Se distribuye en los cursos fluviales tropicales y subtropicales de Sudamérica, llegando por el sur hasta el Río de la Plata. En las especies mayores la longitud total ronda los 30 cm.

## Taxonomía
Este género fue descrito originalmente en el año 1831 por el ictiólogo suizo Louis Agassiz.  
Especies
El género se subdivide en 10 especies:
- Pachyurus adspersus
- Pachyurus bonariensis
- Pachyurus calhamazon
- Pachyurus francisci
- Pachyurus gabrielensis
- Pachyurus junki
- Pachyurus paucirastrus
- Pachyurus schomburgkii
- Pachyurus squamipennis
- Pachyurus stewarti